# Шімада (зачіска)

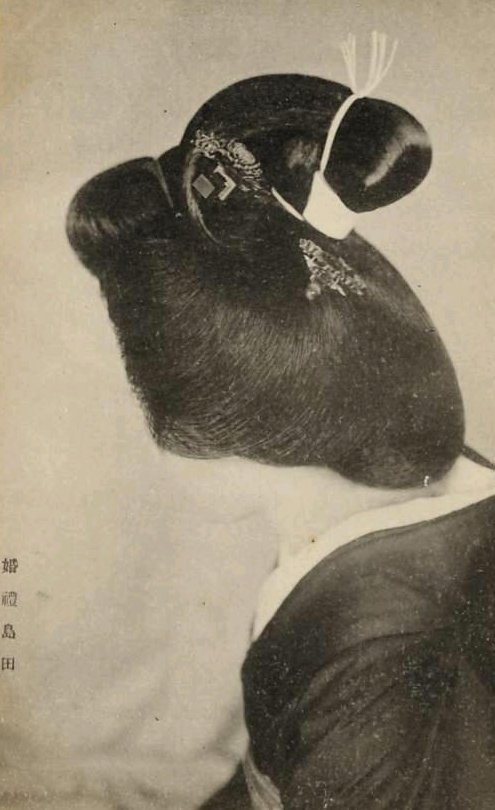
Весільна Сімада

Шімада (яп. 岛田) — японська жіноча зачіска, різновид пучка. На сьогодні шімаду носять майже виключно ґейші та таю (різновид юджьо), але у період Едо її носили дівчата 15—20 років, до шлюбу. Як і інші зачіски, прикрашається кандзаші. 
Молоді токійські ґейші носять перуки з «така-шімадою», а досвідченіші — «цубуші-шімадою» (фото [Архівовано 3 грудня 2013 у Wayback Machine.]). 

## Основні типи
- яп. 高岛田 — така-шімада (висока шімада) — пучок у цій зачісці піднято вище всього. Її носять на традиційному весіллі, сьогодні зазвичай використовується перука;
- яп. 芸者岛田 — ґейшя-шімада (ґейшянська шімада) — робоча зачіска гейш із бакумацу;
  - яп. 京风岛田 — кефу-шімада (кіотська шімада) — різновид ґейшя-шімади, придуманий кіотськими ґейшями;
- яп. 潰し島田 — цубуші-шімада (зламана шімада) — пучок цубуші-шімада, перетягнутий шовковим шнуром. Раніше її носили жінки середнього віку, а сьогодні цю зачіску найлегше за все побачити у ґейшь Кіото на святах Міяко-одорі та Камоґава-одорі;
- яп. 水车髷 — сунься-маґе (вузол «водяний млин»).

## Галерея

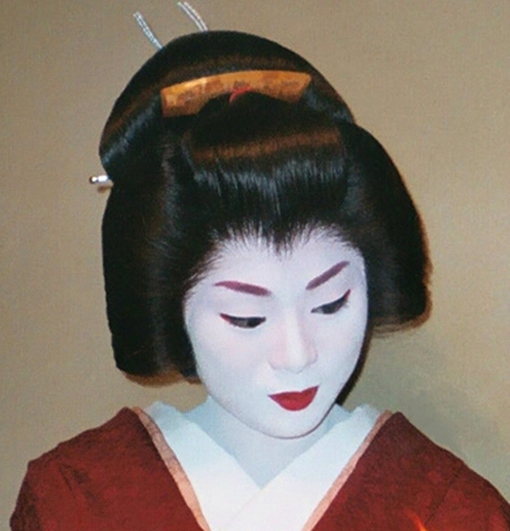
Ґейшя в перуці із шімади
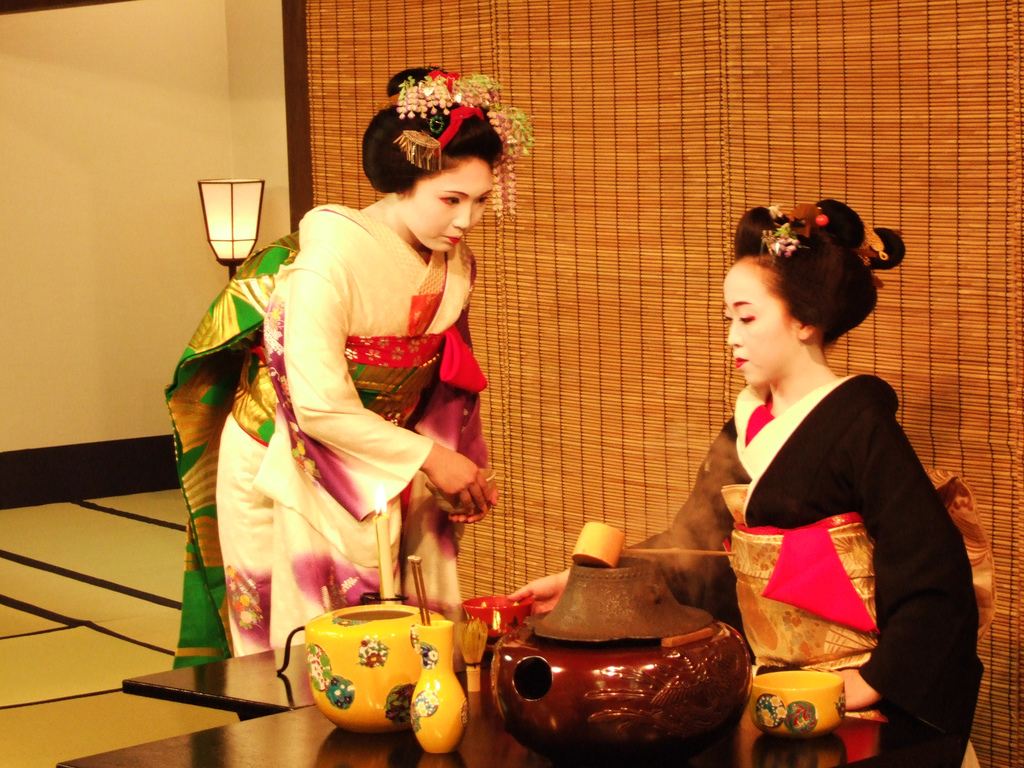
Цубуші-шімада на ґейші (праворуч), що проводить чайну церемонію перед Міяко одорі
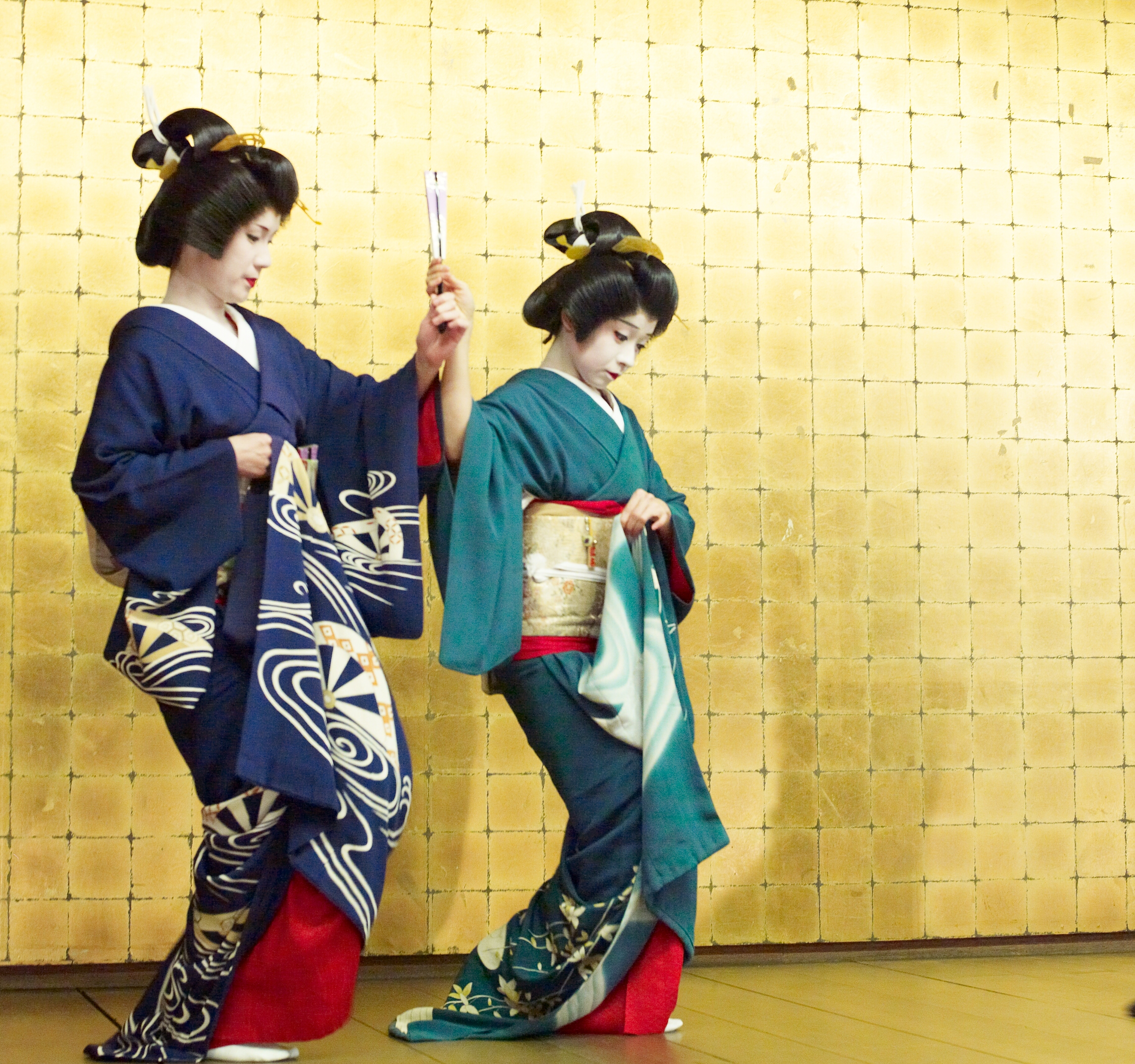
Шімада в профіль